# Aggabodhi III
Aggabodhi III (Sirisanghabodhi) fou rei d'Anuradhapura (Sri Lanka) el 623, del 624 al 640 i vers el 652 quan va passar a ser rei de Ruhunu fins a la seva mort. Fou fill i successor del seu pare Silameghavama.
Va nomenar al seu germà Mana com a governador de Ruhunu. Aggahbodhi no va poder conservar gaire temps el tron perquè fou enderrocat pel seu antic aliat Jettha Tissa, fill de Sangha Tissa II, que estava al front d'un exèrcit estacionat a la part oriental de l'illa on el príncep tenia la seva base de poder. Jettha Tissa va enviar el seu general Dathasiva a ocupar la província occidental de l'illa, però aquest fou rebutjat per Mana, el germà del rei, enviat a la zona urgentment pel rei. En la seva retirada Dathasiva fou sorprès i fet presoner a la població de Mayetti per forces manades pel mateix rei; confiat per aquest triomf el rei va avançar a marxes forçades contra les forces de Jettha Tissa a la part oriental, que suposava que no esperaven cap atac; però Jettha Tissa estava ben preparat i li va presentar una força superior; en la batalla que va seguir les forces reials foren derrotades si bé el rei Aggabodhi III va poder fugir i es va refugiar a l'Índia. Jettha Tissa va avançar fins Anuradhapura on es va proclamar rei.
Al cap de cinc mesos el fugitiu rei Aggabodhi va tornar al front d'un exèrcit mercenari reclutat a l'Índia i va lliurar una gran batalla contra Jettha Tissa prop del Kala Wewa. Jetthatissa fou derrotat i va deixar un encàrrec al seu ministre, que anava dalt d'un elefant al seu costat, dirigit a la reina, a la que recomanava ingressar en un convent i aprendre totes les doctrines de la religió i una vegada fet recordés que havia estat mèrit del rei. Després es va llançar amb el seu elefant contra tots els guerrer indis que tenia al davant i els va matar un a un fins que ja cansat va veure un indi anomenat Veluppa que estava preparat per presentar-li combat; ja sense poder fer front a més lluita, i no volen ser mort per mans estrangeres, es va suïcidar. El ministre va fugir el camp de batalla per portar el missatge a la reina; una vegada aquesta va conèixer el que havia passat el ministre es va tallar el coll i la reina va observar la petició del rei escrupolosament.
Aggabodhi III va recuperar el tron i va residir a Anuradhapura. En algun moment proper al 624, el seu germà Mana, que havia estat sub-rei, fou trobat culpable de mala conducta amb relació a la reina i fou executat. Kassapa, un altre dels germans del rei, fou nomenat sub-rei de Ruhunu. El general Dathasiva, que havia estat alliberat i que tenia un gran afecte personal per Mana, al saber de la seva mort es va revoltar i va derrotar les forces reials manades pel rei en persona prop d'una població anomenada Tintini. El rei va poder escapar a l'Índia sense emportar-se res més de la regalia que el llaç del coll que provava la seva identitat. Dathasiva es va proclamar rei.
Aggabodhi III va tornar uns anys després amb un exèrcit mercenari reclutat a l'Índia i va obtenir ràpidament el suport popular i dels monjos. Aggabodhi va triomfar fàcilment i per tercera vegada va recuperar el poder. Va saquejar els temples de manera que poc va quedar d'ells. La dagoba de Thuparama hauria estat buidada de totes les ofrenes que contenia; el mateix va passar amb la dagoba de Dakkhina, on moltes coses de valors foren espoliades. Es diu que el responsable no fou directament el vell Aggabodhi sinó el seu germà i sub-rei Kassapa i que Aggabodhi, que no el podia contenir, va gastar alguns diners en restaurar la dagoba Thuparama.
Abans de poder-ho fer el ex rei Dathopa Tissa I va retornar amb un exèrcit indi i va derrotar les forces reials. Kassapa es va quedar resistint l'escomesa i Aggabodhi va marxar a Ruhunu on va contreure una malaltia que li va causar la mort. Llavors Kassapa que havia aconseguit rebutjar a Dathopa Tissa, es va proclamar rei (Kassapa II) a Anuradhapura, mentre com a rei (sub-rei) de Ruhunu el va succeir el germà del difunt, Dappula.